# امیکستلان
امیکستلان (به اسپانیایی: Amixtlán) یک منطقهٔ مسکونی در مکزیک است که در پوئبلا واقع شده‌است.